# Neylor Tonin
Neylor José Tonin OFM (Luzerna, 6 de junho de 1938) é um frade franciscano brasileiro. Foi um dos divulgadores da Teologia da Libertação, tendo sido diretor editorial da Editora Vozes na década de 1980.

## Biografia
Ingressou  na Ordem dos Frades Menores no dia 19 de dezembro de 1958, sendo ordenado sacerdote no dia 15 de dezembro de 1964.
Como religioso, foi presidente do Centro de Estudos Franciscanos e Pastorais para a América Latina. Membro do Convento de Santo Antônio, ajudava a organizar a festa dedicada ao santo no Rio de Janeiro. As celebrações chegavam a reunir 80 mil pessoas na capital fluminense.
Em 1986, entrou em conflito com Dom Eugênio Sales, então Arcebispo do Rio de Janeiro, na organização do 3º Encontro de Padres Negros, ocorrido no bairro de Santa Teresa. Na época, o cardeal havia vetado a realização do evento. Neylor, que era presidente estadual da Ordem dos Religiosos do Brasil à época, enviou uma carta ao arcebispo e argumentou que o encontro não era "de classe contra outras classes, mas de afirmação da fraternidade evangélica".
Assumiu a diretoria editorial da Editora Vozes em 1987. Próximo de nomes como Leonardo Boff, Neylor defendia a corrente da Teologia da Libertação, que valorizava a dignidade humana na Terra em vez da busca pelo "céu". Por defender a linha progressista da Igreja, a editora chegou a sofrer duas intervenções diretas do Vaticano.
Tonin lançou ao público a coleção "Teologia e Libertação", com mais de 50 livros de teólogos e pensadores cristãos pertencente à corrente. Também trouxe livros sobre filosofia, sociologia e psicologia, como as obras de Carl Jung e Herbert de Souza, o Betinho.
Na década de 2000, foi comunicador nas rádios Haroldo de Andrade e Livre. Voltou às manchetes em 2018, quando defendeu em uma missa a memória da vereadora Marielle Franco, morta por assassinato no Rio de Janeiro. Segue residindo no Convento de Santo Antônio, onde é um dos atendentes conventuais.

## Obras publicadas
Lançou livros como De Coração Aberto, E Os Jardins continuam Florindo e Respirar Deus: Orações, salmos, louvações.  Em 2002, lançou o álbum Aos Pés de Deus em Oração, um CD com orações de sua autoria.